# Ганс-Вальтер Гейне
Ганс-Вальтер Гейне-Гедерслебен (нім. Hans-Walter Heyne-Hedersleben; 10 січня 1894, Ганновер — 29 серпня 1967, Ауеталь) — німецький офіцер, генерал-лейтенант вермахту. Кавалер Лицарського хреста Залізного хреста.

## Біографія
Предки Ганса-Вальтера володіли монастирем Гейне біля Гедерслебена. Син власника лицарської мизи біля Радаксдорфа, доктора права Адольфа Фрідріха Едуарда Гейне-Гедерслебена (загинув 2 листопада 1914 року у боях Першої світової війни) і його дружини Валлі Марі, уродженої фон Вілліх. 26 лютого 1913 року поступив на службу в Імперську армію. Учасник Першої світової війни. Після демобілізації армії залишений у рейхсвері. 28 лютого 1930 року звільнений на пенсію через травму черепа.
1 квітня 1930 року поступив на службу в Імперське військове міністерство як співробітник земельної оборони, керівник довоєнної підготовки молоді і командування військового району Цаух-Бельціг. 1 жовтня 1933 року призначений офіцером земельної оборони і ад'ютантом районного командування Перлеберга. 5 березня 1935 року переведений в службу комплектування і призначений в командування військового округу «Потсдам 2».
Учасник Польської кампанії. З 28 вересня 1939 року — командир 754-го легкого артилерійського дивізіону. З 1 грудня 1940 року — на дійсній службі, командир 1-го дивізіону 217-го артилерійського полку. Учасник німецько-радянської війни. 23 лютого 1942 року переведений у резерв фюрера. З 28 березня 1942 року — командир 182-го артилерійського полку. З 15 березня 1943 по 10 травня 1944 року — командир 82-ї піхотної дивізії (з перервою в квітні-травні 1943 року). В червні 1944 року потрапив у радянський полон. 6 жовтня 1955 року звільнений.
Решту життя разом із дружиною Елізабет проживу сімейній власності — замку на воді Бодененгерн.

## Звання
- Фанен-юнкер (26 лютого 1913)
- Фанен-юнкер-унтер-офіцер (1 серпня 1913)
- Фенріх (18 жовтня 1913)
- Лейтенант (19 червня 1914) — патент від 23 червня 1912 року.
- Обер-лейтенант (18 жовтня 1917)
- Ротмістр (1 грудня 1925)
- Майор служби комплектування (5 березня 1935)
- Оберст-лейтенант служби комплектування (1 квітня 1940)
- Оберст-лейтенант (1 грудня 1940)
- Оберст (1 квітня 1942)
- Генерал-майор (1 червня 1943)
- Генерал-лейтенант (1 грудня 1943)

## Нагороди
- Залізний хрест 2-го і 1-го класу
- Медаль «За відвагу» (Гессен)
- Хрест «За військові заслуги» (Брауншвейг) 2-го класу
- Почесний хрест ветерана війни з мечами
- Медаль «За вислугу років у Вермахті» 4-го, 3-го і 2-го класу (18 років)
- Застібка до Залізного хреста 2-го і 1-го класу
- Нагрудний знак «За участь у загальних штурмових атаках» в сріблі
- Медаль «За зимову кампанію на Сході 1941/42»
- Лицарський хрест Залізного хреста (16 квітня 1943)